# Festivalul Peninsula-Félsziget
Peninsula / Félsziget a fost un festival de muzică ce avea loc anual în luna iulie sau august în municipiul Târgu Mureș. În anul 2013 Festivalul s-a ținut în municipiul Cluj-Napoca. În anul 2014 s-a anulat.

## Istorie
Prima ediție a festivalului a avut loc în 2003. Organizat de o parte a echipei de la Festivalul Sziget, Peninsula (în română) / Félsziget (în maghiară) a crescut continuu atât la nivelul frecventării de către public (de la 20 000 persoane în 2003 s-a ajuns la circa 60 000 în 2009) cât și la nivelul numărului, al varietății și a calității grupurilor prezente: în 2003 erau doar grupuri din Ungaria și din România, mai târziu erau grupuri de pe toate continentele.
Peninsula / Félsziget a fost un festival eclectic, găzduind artiști care cântau în mai multe genuri muzicale: rock, metal, pop, electro, world music, folk, hip-Hop, blues și jazz. În jurul anului 2010, festivalul propunea aproximativ 10 grupuri de talie mondială și 50-70 de grupuri provenite din majoritatea țărilor Europei centrale și orientale precum și din Balcani, grupuri mai mult sau mai puțin cunoscute dincolo de frontierele țărilor lor respective.
Pe lângă scena muzicală, festivalul a propus și alte activități: sporturi extreme (bungee jumping etc.), filme, stand-up comedy etc.

## Ediții
| An   | Cap de afiș |
| ---- | --- |
| 2010 | - Tricky - KoЯn - The Rasmus - Europe - Fedde le Grand - Ska-P - Above and Beyond - Sub Focus - Noisia - Babylon Circus - Hernan Cattaneo - Parov Stelar - Gorillaz Sound System - Therapy? - Félix Lajkó             |
| 2009 | - The Prodigy - Nine Inch Nails - Tiësto - Freestylers - Tankcsapda - Neo - Booka Shade - Blank & Jones - Parov Stelar - Primal Scream - Kispál és a Borz                                                             |
| 2008 | - Avantasia - Morcheeba - Beatsteaks - Epica - LTJ Bukem & MC Conrad - Tankcsapda - Subscribe - Republic - 30Y - Kalapács - The Mushroom Story - Ektomorf - Vama - Fading Circles - Vița de Vie - Altar - Nightlosers |
| 2007 | - Theatre of Tragedy - Kosheen - Gojira - The Exploited - Tankcsapda - Kispál és a Borz - Vita de Vie - Altar - Ossian - Depresszió - Ákos - Quimby - Gogol Bordello - The Booze Brothers                             |
| 2006 | - The Rasmus - Moby Dick - Bikini - Tankcsapda - Phoenix - Altar |
| 2005 | - Apocalyptica - Freestylers - Tankcsapda - Ossian |
| 2004 | - Chumbawamba - Republic - Moby Dick - Tankcsapda |
| 2003 | |

## Annexes

### Articole conexe
- Festivalul Internațional de Chitară Transilvania
- Toamna Muzicală Clujeană
- Transilvania Jazz Festival